# Ossendorf (Köln)
Ossendorf ist ein linksrheinischer Stadtteil im Westen von Köln im Stadtbezirk Ehrenfeld.

## Lage
Der Stadtteil Ossendorf grenzt im Osten an Longerich und Bilderstöckchen und im Südosten an Neuehrenfeld, im Südwesten an Bickendorf und Vogelsang, im Westen an Bocklemünd/Mengenich und im Norden an Pesch.

## Geschichte
Auf dem Gebiet des heutigen Ossendorf siedelten bereits vor 5000 Jahren Bauern. Erstmals schriftlich erwähnt wurde Ossendorf am 25. Oktober 980. In der heutigen Frohnhofstraße und der Iltisstraße lagen mehrere Bauernhöfe, so das Gut Frohnhof (erstmals im Jahre 920 als Saalhof erwähnt) und das Gut Pisdorhof. Aus dem 12. Jahrhundert lässt sich das Rittergeschlecht derer von Ossendorp nachweisen, das auch als Namensgeber des heutigen Stadtteils gilt. Im Laufe der Jahrhunderte finden sich mehrere Variationen der Ortsbezeichnung wie Oissendorp, Aissendorp, Ossindorp, Ockindorp, Oyssindorp, Oyssendorp, Ochsendorp oder Ossendorff. Im Wappen und Siegel des Rittergeschlechts wurde ein Ochse verwandt, was auf einen Zusammenhang mit der Ortsbezeichnung schließen lässt.
Grundherr des Fronhofs war das Ursulastift in Köln. Somit gehörten die Bewohner des kleinen Dorfes Ossendorf auch zur Pfarrkirche St. Maria Ablass in Köln, die dem Ursulastift inkorporiert war. Da der Weg nach Köln zum Kirchgang weit war, wurde spätestens im 14. Jahrhundert eine Kapelle mit benachbartem Friedhof auf dem Gelände des Frohnhofs errichtet.
Auf dem Gelände des Gut Frohnhof errichtete Emil Pfeifer mit August Joest (Sohn von Carl Joest, dem Gründer der Raffinerie „Carl Joest & Söhne“), 1851 die erste Fabrik zur Verarbeitung von Zuckerrüben im Regierungsbezirk Köln. Die Fabrik wurde 1901 stillgelegt und 1909 abgerissen. Seit dem 1. April 1888 gehört Ossendorf im Zuge der 5. Stadterweiterung zu Köln.

## Bevölkerungsstatistik
Struktur der Bevölkerung von Köln-Ossendorf (2021):
- Durchschnittsalter der Bevölkerung: 38,8 Jahre (Kölner Durchschnitt: 41,4 Jahre)
- Ausländeranteil: 20,4 % (Kölner Durchschnitt: 19,3 %)
- Arbeitslosenquote: 9,1 % (Kölner Durchschnitt: 8,6 %)

## Butzweilerhof

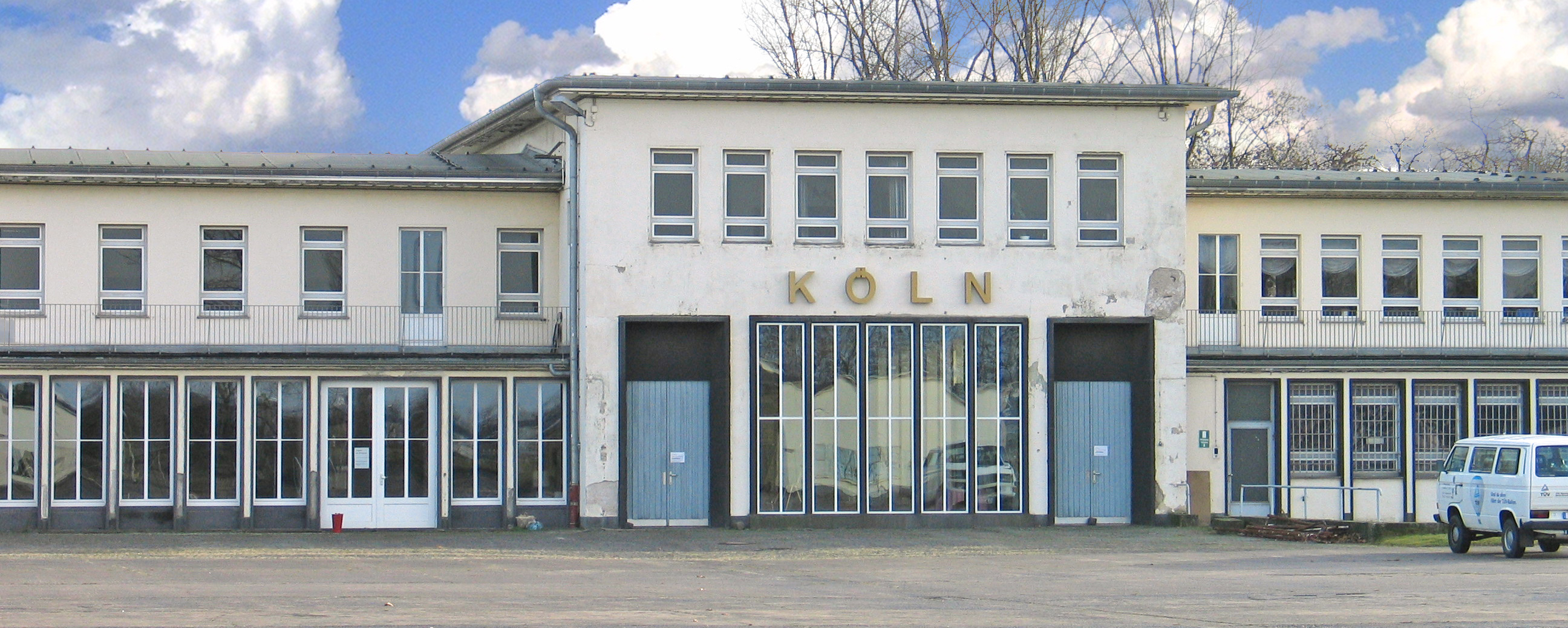
Denkmalgeschütztes Gebäude des früheren Flughafens Köln-Butzweilerhof

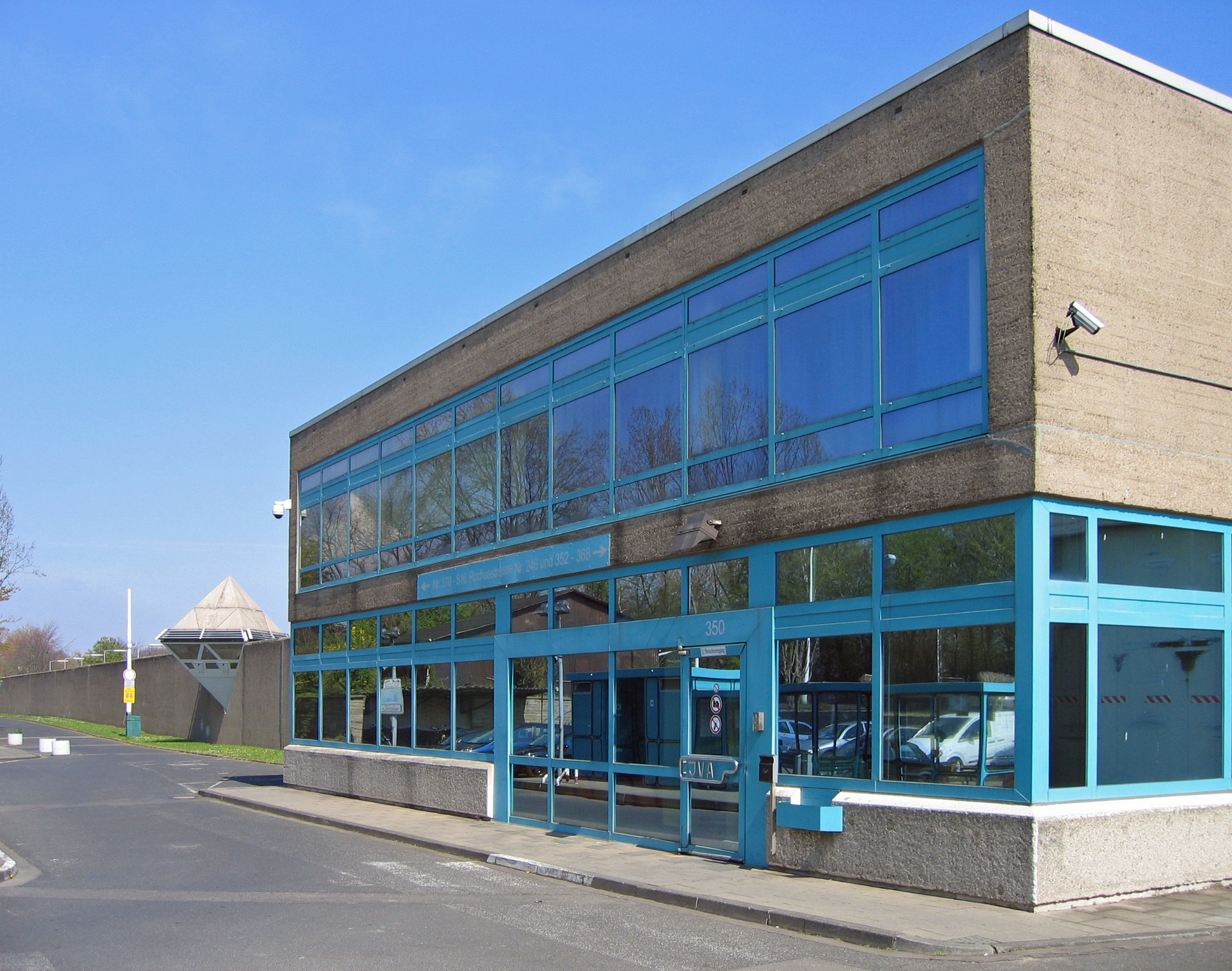
JVA-Eingangsbereich

Auf dem Gelände des Butzweilerhofes, dem in der ersten Hälfte des 20. Jahrhunderts genutzten ersten zivilen Flughafen der Stadt Köln, dem Flughafen Köln-Butzweilerhof, befindet sich heute ein Industriegebiet. Hier sind viele Unternehmen aus der Medienbranche angesiedelt, die in Köln-Ossendorf ihre Studios und Produktionshallen betreiben, so zum Beispiel das Produktionsunternehmen Endemol Shine Germany, der Studiodienstleister MMC Studios Cologne, auf dessen Gelände sich das Studio mit dem Haus der Fernsehshow Big Brother mittlerweile befindet. Auch der regionale Telekommunikationsdienstleister NetCologne hat seit 2006 seinen Sitz am Butzweilerhof.

## Verkehr
Durch das Gebiet von Ossendorf verläuft auch die Bahnstrecke Köln–Frechen. Die Stadtbahnlinie 5 bedient die Haltestellen Margaretastraße, Rektor-Klein-Straße, Alter Flughafen Butzweilerhof, IKEA Butzweilerhof und Sparkasse am Butzweilerhof, und es gibt mehrere Buslinien.
Ossendorf hat über die Butzweilerstraße zwei Anschlüsse an die Bundesautobahn 57 und wird im Norden begrenzt durch die Militärringstraße.

## Justizvollzugsanstalt
In Ossendorf befindet sich seit 1969 die Justizvollzugsanstalt Köln mit 1.100 Plätzen, die im Volksmund nach ihrem Vorgänger Klingelpütz genannt wird.

## Coloneum
Das Coloneum war Teil der im März 1995 ins Leben gerufenen Landesinitiative „media NRW“. Über einen Immobilienfonds der Oppenheim-Esch-Holding GbR („Ossendorf I“) wurden die Baukosten in Höhe von 500 Millionen DM finanziert. Das am 26. September 2009 eröffnete Coloneum in Köln-Ossendorf wird von der Magic Media Company (MMC) betrieben. Hier werden viele große deutsche Fernsehproduktionen hergestellt. Neben täglichen Soaps wie Unter uns oder Alles was zählt werden auch große Abendshows wie Deutschland sucht den Superstar, Das Supertalent, Big Brother oder X-Factor produziert. Serien und Filme finden den Platz für Aufnahmen. Seit seiner Eröffnung wurde hier der jährlich verliehene Deutsche Fernsehpreis bis Oktober 2014 vergeben.
Es umfasst 157.000 m² Studiogelände, auf 25.000 m² Studiofläche gibt es 19 Studios zwischen 200 und 4.500 m². Darunter befindet sich das mit 23 Metern höchste Studio Europas, ein Greenbox-Studio mit 216 m² Grundfläche und 125 m² Spielfläche sowie mehrere Eventbühnen. Außerdem gibt es 46.000 m² Bürofläche. Sein Name lehnt sich an Sprachmuster wie Kolosseum und Museum an und wurde 1998 von Bernd M. Samland kreiert.